# Oslo Børs
Oslo Børs ASA – norweska giełda papierów wartościowych powstała w roku 1819, na mocy ustawy z 1818, mająca swą siedzibę w Oslo. Jest jedyną niezależną giełdą w krajach skandynawskich. Dla norweskich spółek to główny rynek obrotu akcji. Prócz spółek krajowych, na rynku Oslo Børs widnieją międzynarodowe spółki naftowe, żeglugowe, transportowe oraz inne.
Istnieją trzy rynki notowań i obrotu na giełdzie:
- Oslo Børs to największy rynek dla notowań i obrotu akcji, certyfikatów udziałowych, ETF. Założona została w 1819 roku.
- Oslo Axess powstała w maju 2007 roku jako alternatywa dla Oslo Børs do notowań i obrotu akcjami.
- Burgundy została otwarta w 12 czerwca 2009 roku jako rynek obrotu wszystkich instrumentów notowanych w Szwecji, Danii i Finlandii.

Oslo Børs jest w tej chwili rynkiem gdzie wszystkie operacje odbywają się za pośrednictwem sieci komputerowych. Handel rozpoczyna się o 09:00, a kończy o godzinie 16:30 czasu lokalnego (CET) we wszystkie dni tygodnia z wyjątkiem weekendów i świąt zadeklarowanych przez Oslo Bors z góry.